# NK Fužinar
Nogometni klub Fužinar (tiếng Việt: Câu lạc bộ bóng đá Fužinar), thường hay gọi NK Fužinar hoặc đơn giản Fužinar, là một câu lạc bộ bóng đá Slovenia đến từ Ravne na Koroškem thi đấu ở Giải bóng đá hạng nhì quốc gia Slovenia với tên gọi Fužinar Vzajemci. Câu lạc bộ được thành lập năm 1937.

## Lịch sử
Câu lạc bộ được thành lập vào tháng 8 năm 1937 với tên gọi SK Slovan Guštanj. Đội thi đấu ở các giải nhỏ mùa giải 1939-40 và vô địch hạng hai của bảng Koroška trước hàng xóm SK Mislinja. Năm tiếp theo, đội thi đấu ở Maribor League West, nhưng giải đấu bị gián đoạn vì sự bùng nổ của Chiến tranh thế giới thứ hai ở Nam Tư. Sau chiến tranh đội thi đấu ở Partizan Guštanj, nhưng sau đó thành lập ŠD Fužinar năm 1947. Một lần nữa đội thi đấu ở các giải nhỏ của Maribor cho đến năm 1950, khi được quyền tham dự SR Slovenia second division. Fužinar về đích gần cuối và ngay lập tức trở lại cấp độ địa phương.
Thành công lớn nhất của đội trong thời kì Nam Tư đến từ mùa giải 1965-66, khi họ thi đấu trên một sân vận động mới tại giải mới Slovenian Zonal League East và về đích thứ hai. Vì vậy họ thi đấu vòng loại để tham dự Giải bóng đá Cộng hòa Slovenia với Svoboda, nhưng thua chung cuộc 6-4. Sau đó Fužinar tiếp tục thi đấu ở các giải khu vực và địa phương cho đến năm 1988, nhưng chưa bao giờ có thể thăng hạng lại. Từng có nỗ lực hợp nhất tất cả các câu lạc bộ lại với tên gọi Koroška ở mùa giải 1979-80, nhưng dự án này không thành công.
Sau khi Slovenia tuyên bố độc lập năm 1991, đội thi đấu ở hạng cuối cùng và được tái thiết lại thành KNK Fužinar giữa thập niên 1990. Đội được quyền tham dự Giải bóng đá hạng ba quốc gia Slovenia năm 1999, nhưng sau đó lại xuống hạng. Hành trình lên hạng của đội bắt đầu từ 2012, khi cựu cầu thủ hạng cao nhất Niko Podvinski đến câu lạc bộ với tư cách cầu thủ/huấn luyện viên, và câu lạc bộ thăng hạng từ hạng 5 lên hạng 3 trong hai năm. Năm 2017 đội về đích thứ ba, nhưng nhà vô địch Maribor B từ chối thăng hạng, do đó Fužinar được lên chơi tại Giải bóng đá hạng nhì quốc gia Slovenia lần đầu tiên trong lịch sử câu lạc bộ.

## Danh hiệu
- Giải bóng đá hạng tư quốc gia Slovenia: 3

1998-99, 2001-02, 2013-14
- Giải bóng đá hạng năm quốc gia Slovenia: 1

2012-13
- Giải bóng đá hạng sáu quốc gia Slovenia: 1

2010-11
- MNZ Maribor Cup: 1

2014-15